# NGC 3711
NGC 3711 ist eine Balken-Spiralgalaxie vom Hubble-Typ SBbc im Sternbild Becher am Südsternhimmel. Sie ist schätzungsweise 171 Millionen Lichtjahre von der Milchstraße entfernt.
Das Objekt wurde im Jahre 1886 von Francis Leavenworth entdeckt.